# Prinzip der freien Energie
Das Prinzip der freien Energie ist ein mathematisches Konzept, das in der Biophysik und Kognitionswissenschaft verwendet wird, um zu erklären, wie physikalische Systeme ihre Umgebung darstellen und mit ihr interagieren. Es besagt, dass physikalische Systeme Überraschungen oder die negative logarithmische Wahrscheinlichkeit von Ergebnissen minimieren, auch bekannt als freie Energie. Dieses Prinzip wird in Bayesschen Ansätzen zur Gehirnfunktion und künstlichen Intelligenz angewendet, insbesondere beim Verständnis verkörperter Wahrnehmungs-Aktions-Schleifen in den Neurowissenschaften, wo es als aktive Inferenz bezeichnet wird.
Nach dem Prinzip der freien Energie zeigen Systeme, die mit einem anderen System, beispielsweise einer Umgebung, verbunden sind, bestimmte Verhaltensweisen. Diese Systeme verfügen über eine Partition, die aus Partikeln und ihren Grenzflächen (bekannt als Markov-Decken) besteht, und Teilmengen des Systems verfolgen statistische Muster in anderen Teilmengen (interne und externe Zustände oder Pfade).
Das Prinzip der freien Energie basiert auf der Idee, dass das Gehirn als Inferenzmaschine fungiert und Überraschungen minimiert, indem es die Diskrepanz zwischen Vorhersagen und sensorischen Eingaben verringert. Indem ein System sein Weltmodell kontinuierlich anpasst oder die Welt aktiv an seine Vorhersagen anpasst, kann es die freie Energie minimieren. Karl J. Friston, der Begründer dieses Prinzips, weist darauf hin, dass es nicht nur für biologische Reaktionen, sondern auch für psychische Störungen und künstliche Intelligenz gilt. Auf aktiver Inferenz basierende Implementierungen haben Vorteile gegenüber anderen Methoden in der KI-Forschung gezeigt.